# Wiosna Helikonii
Wiosna Helikonii (tyt. oryg. Helliconia Spring) – powieść fantastycznonaukowa brytyjskiego pisarza Briana Aldissa, pierwszy tom trylogii o Helikonii. Powieść ukazała się w 1982 r., polskie wydanie, w tłumaczeniu Marka Marszała, wydało wydawnictwo Iskry w 1989 r. w serii Fantastyka-Przygoda. Powieść otrzymała nagrodę Campbella i BSFA w 1983 oraz Nagrodę im. Kurda Lasswitza w 1984.

## Fabuła
Obserwatorzy z Ziemi ze stacji krążącej po orbicie śledzą rozwój cywilizacji na planecie Helikonia. Planeta, położona w układzie dwóch gwiazd, ma dwie pory roku, zimę i lato, które trwają przez setki lat. Zimą planetą rządzi cywilizacja ancipitów, a latem humanoidów. Obie rasy zwalczają się zaciekle. Jak wskazuje tytuł istnieją też Wiosna i Jesień. Na Wiosnę ludzie (humanoidy) przez charakterystycznego wirusa zapadają na chorobę zwaną Gorączką Kości która przygotowuje ich do Lata usuwając większość tłuszczu z tkanek. Jesienią wirus powoduje tzw. Tłustą Śmierć kiedy to ludzie gromadzą grubą warstwę tłuszczu na przetrwanie Zimy. Lato Helikonii to czas ludzi a wiosna to początek. Ludzie z ziemi nie mogą lądować na planecie z powodu wirusa. Jeśli wylądują to po pewnym czasie zapadają na obie choroby na raz. Ancipici to Fagory (wyglądają jak diabły) i Ludzie to Humanoidy. Ludzie są mutantami fagorów. powstali gdy gwiazda Helikonii (czerwona, czyli zimna) przyciągnęła Freyra (gwiazda typu Słońca).

## Recenzje
Książkę zrecenzował Sławomir Kędzierski dla "Fantastyki" (3/84, s. 56-57).